# Rosenkreutz kémiai menyegzője
Rosenkreutz kémiai menyegzője egy 2004-es Isten Háta Mögött stúdiólemez. Az album címe utalás az 1616-ban megjelent Christian Rosenkreutz kémiai menyegzője című, Johann Valentin Andreaenak tulajdonított műre. Az újrakevert kiadás 2009-ben jelent meg Az első két lemez címmel.

## Az album dalai
1. Egy nyár valami igazán kellemetlen helyen
2. Közelítő távolító
3. A Sötétség herczege
4. Másodlagos rendezőelv
5. Porcelán yin
6. Mária dala
7. Menekülök, nem elég
8. Juhász
9. Vendéghang és csengőfrász

## Közreműködők
- Pálinkás Tamás - ének, gitár
- Bokros Csaba - gitár
- Győrfi István - basszusgitár
- Hortobágyi László - dob